# Jake Wheeler
Jake Wheeler (nascido em 2007) é um personagem fictício pertencente à franquia Brinquedo Assassino. Criado por Don Mancini e interpretado por  Zackary Arthur, Jake é o protagonista principal da série de televisão Chucky, exibida pelos canais Syfy e USA Network, que compartilha a mesma continuidade dos sete filmes originais da franquia. O personagem faz sua primeira aparição no episódio de estreia da primeira temporada, intitulado "Death by Misadventure".
Na série, Jake é um adolescente que enfrenta bullying e acaba encontrando um antigo boneco da linha Good Guy em uma venda de garagem no bairro. No entanto, ele logo descobre que o brinquedo é, na verdade, Chucky — um boneco assassino que abriga o espírito de um notório serial killer. A partir daí, sua vida entra em colapso, e ele, junto de seus amigos, precisa encontrar uma forma de deter a onda de assassinatos provocada por Chucky.

## Criação e desenvolvimento

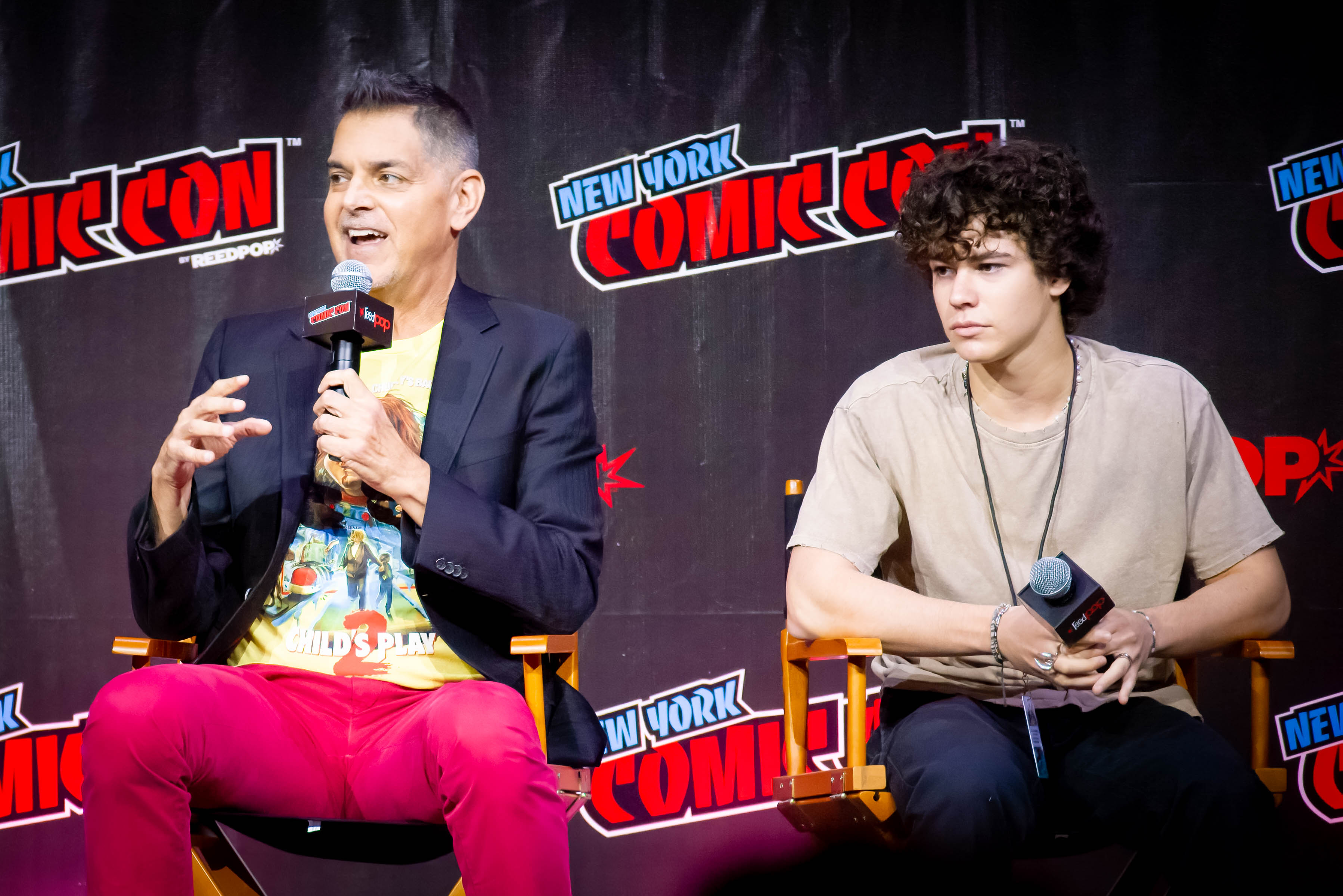
O criador da série, Don Mancini, ao lado de Zackary Arthur, que interpreta Jake, na New York Comic Con. Mancini afirmou em várias entrevistas que o personagem Jake foi inspirado em algumas de suas próprias experiências como adolescente gay.

Em 29 de janeiro de 2019, foi divulgado que uma série de televisão inspirada na franquia Brinquedo Assassino estava em desenvolvimento no canal Syfy, com Don Mancini, criador da saga, atuando como criador e produtor executivo, juntamente com David Kirschner, Harley Peyton e Nick Antosca. Durante o processo de criação, Mancini expressou o desejo de “reinventar” a franquia e alcançar novos públicos, aproveitando o formato televisivo para explorar melhor os personagens.
Ele revelou que adotou uma abordagem em parte autobiográfica ao desenvolver Jake, protagonista da série. Segundo Mancini, "levar [a franquia] para a TV e contar com mais espaço narrativo me proporcionou mais oportunidades de aprofundar os relacionamentos entre os personagens. Percebi que isso me permitia ser muito mais pessoal, até mesmo autobiográfico, do que nunca havia sido". O criador destacou que há muitos elementos de sua vivência no personagem Jake, interpretado por Zach Arthur.
Entre esses elementos, Mancini citou especificamente a maneira como o pai de Jake reage à “emergente identidade sexual e romântica” do filho, algo que espelha suas próprias experiências como jovem gay.
Além disso, ele comentou que Chucky inicialmente se aproveitaria das dificuldades enfrentadas por Jake como parte da comunidade LGBTQ+ para manipulá-lo. Mancini lembrou que o personagem já tem um filho queer — Glen/Glenda, de Seed of Chucky —, e definiu Chucky como "o valentão definitivo".
Discutindo o desenvolvimento do relacionamento de Jake com Devon para a segunda temporada da série, Mancini explicou: "Queria aprofundar a história de amor. Queria destacar o relacionamento deles no ambiente da escola católica porque isso é algo que vivi quando criança, como adolescente gay criado na fé católica." Arthur comentou que a temporada exploraria se o casal realmente combina, observando que "eles foram unidos pelo Chucky e estamos explorando: 'Ok, essas pessoas realmente combinam, elas realmente se dão bem?' Chucky os juntou, mas será que eles têm algo em comum?" Arthur também falou sobre o estado emocional de Jake na segunda temporada e explicou que "há traumas e culpas que Jake carrega da primeira temporada e que influenciam algumas escolhas que ele faz, e nas coisas em que acredita."
Durante a terceira temporada, Arthur expressou sua empolgação com o relacionamento de Jake e Devon alcançando novos níveis de intimidade, afirmando: "Ah, acho que é um ótimo contraste com a segunda temporada, porque os personagens estavam em conflito e não puderam passar tanto tempo juntos quanto deveriam. Mas na terceira temporada, vemos eles se aproximarem e explorarem o relacionamento, finalmente vemos esses personagens felizes." De forma semelhante, Mancini explicou: "Foi muito divertido escrever o romance em evolução entre Jake e Devon. Isso sempre foi importante para mim desde o começo da série, criar esses personagens e querer criar personagens adolescentes gays em um programa de terror para que fãs de horror LGBTQ+ se identificassem, porque isso é algo que eu adoraria ter tido quando era criança".
Falando sobre o final da temporada, em que Jake se reconcilia com seu pai homofóbico já falecido, Mancini elogiou a atuação de Arthur e Devon Sawa, chamando-a de "linda" e destacando que as cenas representam como muitos homens gays alimentam fantasias de se reconciliar com seus pais mortos.
Sobre Jake ser possuído por Chucky, Arthur revelou que passou muito tempo com Brad Dourif para garantir que pudesse fazer uma imitação convincente, além de acompanhar várias sessões de gravação de voz do ator, brincando que "houve momentos em que eu e Brad Dourif simplesmente gritávamos um com o outro na voz do Chucky." Arthur também comentou as dificuldades que teve para voltar a usar sua voz normal, com a colega Alyvia Alyn Lind brincando que ele precisou "de um exorcismo" para voltar a falar com sua própria voz após filmar as cenas como Jake-Chucky.

### Elenco
O anúncio da escalação de Arthur para o papel foi feito em 5 de março de 2021, junto com os nomes de Jennifer Tilly, Devon Sawa e do restante do elenco adolescente (Björgvin Arnarson, Alyvia Alyn Lind e Teo Briones). Durante o desenvolvimento da série, o personagem Jake inicialmente tinha o sobrenome "Webber" e foi descrito como "um solitário tentando encontrar seu lugar no mundo após a morte da mãe, enquanto nunca consegue se conectar com o pai ou seus colegas". Arthur, cujo pais não permitiam que ele assistisse a filmes com classificação indicativa R quando criança, teve sua primeira introdução à franquia Brinquedo Assassino como preparação para seu papel.

Falando sobre seu papel para o Collider, Arthur explicou que foi o tratamento de temas reais no roteiro que o atraiu inicialmente ao projeto, afirmando: "Senti que esse roteiro aborda muitos problemas que realmente existem no mundo hoje, como bullying e ter uma vida familiar difícil com um pai que não aceita sua sexualidade. Essas coisas acontecem todos os dias. Durante as filmagens, eu às vezes parava e pensava: ‘Pessoas realmente passam por essas coisas.’ Eu só queria garantir que representasse tudo corretamente. Talvez alguém que esteja passando por isso possa se identificar com a série e espero que isso ajude as pessoas." Arthur disse que conversava com Mancini "o tempo todo" sobre seu personagem e destacou que ter o "criador de todas as horas do Chucky" como recurso foi essencial para sua interpretação de Jake, acrescentando que Mancini às vezes o ajudava a entrar no personagem, já que muitos elementos da história de Jake foram baseados nas próprias experiências de Mancini.
Em entrevista ao Gizmodo, sobre os temas LGBT da série, Arthur afirmou: "Acho isso muito importante em um programa como este, especialmente com um público mais jovem assistindo também. O que Don faz muito bem é incorporar essas ideias e temas sem forçar a barra. É apenas parte disso. É simplesmente a vida real. Sinto-me honrado de poder interpretar isso e fazer um bom trabalho." Ele explicou ainda que vários fãs da série o abordaram para agradecer pela representação de um adolescente gay e o significado que Jake tem para eles.

## Aparições

### Primeira Temporada
Enquanto fazia compras em uma venda de garagem em sua cidade natal, Hackensack, Nova Jérsia, Jake encontra um boneco antigo Good Guy e o compra, com a intenção de usar a cabeça do boneco para uma escultura feita de partes de bonecos. Ele leva o boneco para casa, mas é interrompido pelo pai, Lucas, antes que possa cortar a cabeça, e é informado de que não poderá ir para o acampamento de arte naquele verão. Durante o jantar em família naquela noite, Lucas bebe muito e fica furioso com um comentário feito pelo primo de Jake, Junior, sobre a orientação sexual dele, negando que o filho seja velho o suficiente para saber quem realmente é. Lucas então destrói a escultura de Jake com um taco de beisebol e diz que ele não poderá mais ter bonecos, embora Jake depois encontre o boneco Good Guy debaixo da cama. Ao saber que os bonecos valem muito dinheiro, Jake leva o boneco para a escola para protegê-lo do pai, o que o faz ser ridicularizado pela colega Lexy. Na hora do almoço, Devon, outro colega, tenta se aproximar de Jake após descobrir que ele é fã do podcast de terror de Devon, mas Jake, chateado, o ignora. Jake conversa com um comprador interessado pelo boneco, que pergunta se o nome do boneco é "Chucky" e se algo estranho aconteceu recentemente, sugerindo que Jake verifique se há baterias no boneco. Na manhã seguinte, Jake fica confuso ao encontrar o boneco em casa, já que o havia deixado na escola para protegê-lo, e percebe que o boneco não tem baterias. Perturbado, ele joga o boneco no lixo e vai para o show de talentos da escola, onde novamente é alvo de Lexy, que tenta expor sua queda por Devon, mas é interrompida por uma voz que sai do boneco. Jake pega o boneco e finge fazer um número de ventríloquo, que acaba dando errado quando Chucky revela que pegou o celular de Lexy e começa a ler suas mensagens íntimas, usando palavrões, o que faz Jake ser suspenso da escola. Em casa, Lucas, furioso, repreende Jake por não ter amigos e por todos acharem ele estranho. Jake rebate dizendo que Lucas está realmente chateado porque as pessoas sabem que ele é gay, e Lucas o agride no rosto. Depois, enfurecido, aperta Jake contra a parede e o ameaça de morte caso ele diga novamente que é gay. Após isso, enquanto Jake chora em seu quarto, as luzes começam a piscar e ele desce ao porão para ver Lucas sendo eletrocutado até a morte. Enviado para morar com o tio Logan e a tia Bree, Chucky finalmente se revela, dizendo que Lucas teve o que merecia. Chucky então assassina a empregada de Logan e Bree e justifica que está ajudando Jake, afirmando que algumas pessoas merecem morrer, incluindo sua agressora Lexy.
Quando Chucky desaparece, Jake teme que ele tenha ido a uma festa de Halloween organizada por um colega, Oliver, para tentar matar Lexy. Na festa, Lexy está fantasiada de Lucas e ironicamente reencena sua morte diante dos presentes. Jake consegue encontrar Chucky antes que ele esfaqueie Lexy e o leva para casa, sem perceber que Chucky já havia assassinado Oliver no andar de cima. Chucky tenta convencer Jake a matar Lexy antes que ela possa humilhá-lo novamente. Cedendo aos seus impulsos sombrios, Jake pega uma faca e persegue Lexy pela floresta, mas desiste ao descobrir que estava seguindo Junior por engano. No dia seguinte, Lexy visita Jake para oferecer um pedido de desculpas relutante e pergunta se pode ficar com Chucky para dar à irmã Caroline. Embora inicialmente recuse, Jake deixa o boneco na casa de Lexy para que ele possa matá-la. Naquela noite, Jake visita os túmulos dos pais e lamenta suas dificuldades enquanto Chucky falha ao tentar matar Lexy em um incêndio na casa. No dia seguinte, Lexy confronta Jake irritada sobre o boneco estar vivo e Jake diz que, como ela não viu Chucky morrer no incêndio, ele provavelmente ainda está atrás dela, então eles resolvem trabalhar juntos para encontrá-lo. Lexy pergunta a Jake se as coisas foram tão ruins entre eles a ponto de ele realmente querer que ela morresse, e Jake explode, dizendo que ela é uma pessoa ruim e que merecia morrer. Lexy cai de uma varanda, mas é segurada por Jake. Chucky chega e tenta convencê-lo a deixá-la ir, mas Jake percebe que não é um assassino e a salva. Jake é interrogado pela detetive Evans, mãe de Devon, sobre as mortes de Oliver e de seu pai, mas são interrompidos quando um policial é encontrado morto.
Após tentativas frustradas de localizar Chucky, Jake, Lexy e Devon se reúnem na escola e debatem contar para Junior sobre Chucky, embora Lexy recuse, dizendo que ele não acreditaria. No memorial de Oliver, Jake confessa a Devon que se sente responsável pelas mortes causadas por Chucky, e Devon segura sua mão para confortá-lo. Lexy encontra Chucky em sua lixeira e o trio destrói o boneco pisoteando-o. Comemorando a vitória, Jake e Devon compartilham o primeiro beijo. Em uma reunião na prefeitura na noite seguinte, a cabeça do diretor da escola rola no palco, revelando aos jovens que Chucky ainda está vivo. Devon tem a ideia de que devem contatar Andy Barclay, o sobrevivente original dos assassinatos de Chucky, e Andy lhes diz que Chucky irá atrás deles em um lugar familiar. O grupo arma uma armadilha para ele na casa de Junior, com Lexy servindo de isca, porém o plano é interrompido pela chegada da detetive Evans, que é morta quando Chucky a empurra e ela cai escada abaixo. Bree também é assassinada por Chucky, que a empurra para fora de uma janela. No velório, Junior acusa Jake pela morte da mãe, afirmando que tudo estava bem até que ele chegou para morar com eles. Jake decide deixar a cidade, mas é compelido a voltar após ver um entregador com um boneco Good Guy que pretendia entregar na casa onde Charles Lee Ray cresceu. Jake e Lexy descobrem que Devon já havia ido sozinho para a casa e planejam o resgate. Eles são interrompidos pelo boneco, que ganha vida e avança contra eles, mas são salvos pela chegada de Kyle, que atira na cabeça dele.
Kyle ensina a Jake e Lexy que Chucky pode dividir sua alma entre múltiplos corpos. Jake diz que precisam da ajuda dela para resgatar Devon, que foi capturado, mas Kyle os droga para mantê-los seguros e promete salvar Devon. Quando acordam, descobrem que a casa de Charles foi destruída por uma bomba caseira e um Jake devastado vai ao quarto de Devon para lamentar, mas fica aliviado ao saber que ele sobreviveu à explosão. Devon revela que um caminhão de bonecos Good Guy está a caminho do teatro de Hackensack, onde Chucky e Tiffany planejam distribuí-los para os moradores da cidade. Ao chegar ao teatro, descobrem que Chucky já assassinou vários frequentadores, incluindo Junior e o pai de Lexy. Jake confronta Chucky, que zomba dele dizendo que, ao matá-lo, ninguém lembrará seu nome, enquanto todos lembrarão do nome de Chucky. O boneco consegue cortar a perna de Jake, mas ele acaba tomando a vantagem e esmagando o boneco com as próprias mãos, matando-o de uma vez por todas. Finalmente em segurança, Jake, Devon e Lexy prometem nunca contar a ninguém o que realmente aconteceu.

### Segunda Temporada
Jake é então colocado em um lar adotivo com seus novos pais adotivos, Pam e Larry, e seu irmão adotivo Gary. Antes de saírem de Hackensack, Jake visita Devon e eles conversam sobre a possibilidade de manter um relacionamento à distância. Embora inicialmente relutante em demonstrar afeto na frente da nova família, Jake sai do carro e dá um beijo de despedida em Devon. Seis meses depois, enquanto se prepara para o “doces ou travessuras” com Gary, Jake começa a receber ligações ameaçadoras e descobre que Chucky voltou. Devon explica que também tem recebido essas ligações, e os dois tentam, sem sucesso, entrar em contato com Lexy depois que Chucky revela estar dentro da casa dela. Jake volta para Hackensack e se reúne com Devon e Lexy, que desconfia de Belle, o novo boneco de Caroline, presente dado pela terapeuta dela. Eles encontram Chucky no andar de baixo com Gary e uma bomba caseira. Chucky diz que queria matar os três em uma missão kamikaze como vingança pelo seu assassinato seis meses antes. Apesar de conseguirem sobreviver, Chucky e Gary são mortos. Acreditando que eles foram os responsáveis, as autoridades enviam o trio para uma escola reformadora católica no lugar da detenção juvenil.

## Recepção
O personagem Jake, assim como a decisão de torná-lo o protagonista da série, foi amplamente elogiado pela crítica especializada, que destacou a inclusão assertiva de um personagem LGBTQ+ na posição central da narrativa. Jon O'Brien, do veículo Decider, observou que "personagens queer vêm sendo uma presença constante na franquia Brinquedo Assassino desde o personagem David, de Bride of Chucky, em 1998, porém esta série representa a primeira vez em que tais personagens ocupam uma posição tão proeminente". O'Brien também enalteceu a atuação de Zackary Arthur, ressaltando que "Jake se configura como um protagonista simpático, mérito, em grande parte, da interpretação de Arthur, que equilibra com competência tanto a postura retraída típica de um jovem excluído no ambiente escolar quanto a espontaneidade inerente à descoberta de sua primeira paixão."
Em análise publicada no portal Screen Rant, Jake Gleason destacou o aspecto sombrio do personagem, enfatizando que a escolha inicial de Jake em unir forças com Chucky "permite que a série desenvolva uma identidade própria, ao mesmo tempo em que homenageia suas raízes". Gleason acrescenta que a omissão consciente de Jake diante do primeiro assassinato cometido por Chucky "introduz uma nova dinâmica entre o protagonista juvenil e o boneco assassino, que se diferencia significativamente da abordagem dos filmes originais."
A atuação de Zackary Arthur como Jake também recebeu reconhecimento, refletido em indicações ao Saturn Award de Melhor Atuação por Jovem Ator em Série de Rede/Cabo nas edições 47ª, 51ª e 52ª da premiação. Além disso, o personagem Jake foi listado entre os "10 Melhores Personagens LGBTQ+ do Gênero Terror" pela publicação WGTC.